# Пиринејско полуострво
Пиринејско полуострво је полуострво које се налази на крајњем југозападу Европе. Од остатка Европе је одељено планинским ланцем Пиринеја, по којем је и добило име. Познато је и под називом Иберијско полуострво (или Иберија), који потиче од имена народа који је у давној прошлости насељавао један део полуострва (Ибери).
Данас се на њему налазе државе Шпанија, Андора и Португалија, британска прекоморска територија Гибралтар и мали део Француске (Француска Сердања).

## Географија
Пиринејско полуострво је најзападније од три јужноевропска полуострва (Пиринејског, Апенинског и Балканског). Простире се између ртова Пунта де Тарифа на југу и Пунта де Естака де Барес на северу, и између ртова Кабо да Рока на западу и Кап де Креус на истоку. На северу и западу је окружено Атлантским океаном а на југу Средоземним морем. На североистоку се налази планински ланац Пиринеји, који чини природну границу између Пиринејског полуострва и остатка Европе. Уски Гибралтарски мореуз на југу одваја полуострво од обале Африке. Површина Пиринејског полуострва је око 582.000 km², што га чини другим по величини полуострвом у Европи. Дужина обале је 3.313 km, од чега је 1.660 km средоземна обала, а 1.653 km атлантска обала.
Највећи део полуострва (око 2/3) заузима висораван Централна мезета, изграђена од прекамбријских и кристаластих стена и старих кречњака
Источни део Шпаније и јужни део Португалије имају медитеранску климу, делови окренути Атлантском океану имају океанску климу, а у унутрашњости преовлађује континентална клима.

## Историја

### Праисторијско раздобље
Пиренејско полуострво било је насељено већ у палеолиту. У пећинама, од којих је најславнија Алтамира, нађене су бројне пећинске слике.
У млађем каменом добу и у бакарном добу, Пиринејско полуострво је било једно од културних средишта.
Ширење Сахарске пустиње узроковало је исељавање становништва, од којих један део прелази Гибралтарски мореуз и населио се на Пиренејском полуострву. Ту су оснивали стална насеља, а касније су се отворили и значајни рудници, нарочито сребра и гвожђа.
Племена земљорадника и сточара касније су са Пиренејског полуострва отишла на север, копненим путем преко Пиренеја или бродовима. Населили су се на подручјима западне и средње Европе. У II и III миленијуму п. н. е. постојала је значајна поморска трговина дуж атлантске обале, која је касније замрла због сталних ратова и гусарских напада.

### Пре римског освајања
Почетком I миленијума пре нове ере Феничани су оснивали трговачка насеља (факторије) на медитеранској обали. У VII веку п. н. е. населили су се и Грци, али поморску трговину у следећим вековима су контролисали Картагињани. Унутрашњост земље су освојили Келти.
Након пораза у Првом пунском рату, када је изгубила Сардинију, Сицилију и Корзику, Картагина је повећала своје присуство на Пиринејском полуострву. Други пунски рат је избио 218. п. н. е. и завршио се поразом Картагине, након чега је полуострво постепено потпало под власт Римљана.

### Владавина Римљана
Од почетка II века п. н. е. Картагињане су заменили Римљани. Постепено су продирали у унутрашњост и до краја I века пре нове ере освојили су читаво полуострво и основали неколико провинција. Сузбили су устанке домаћег становништва и проводили интензивну романизацију.
Римљани су Пиринејско полуострво називали Хиспанија. Током њихове власти, неколико пута је мењана територијална подела Хиспаније. Године 197. п. н. е. створене су двије провинције — Хиспанија Цитериор (лат. Hispania Citerior) и Хиспанија Ултериор (лат. Hispania Ulterior). Октавијан Август је 27. п. н. е. поделио Хиспанију на три провинције: Бетику, Лузитанију и Тараконенсис. Цареви Каракала и Диоклецијан су касније вршили нове поделе. Каракала је повећао број провинција на четири, а Диоклецијан прво на пет, а касније на седам.
Слабљењем Римског царства, са севера су продирали разни варварски народи: Алани, Свеви, Вандали, Визиготи.

### Држава Визигота
Визиготи су од 418. године имали краљевство у Аквитанији (јужна Француска). Године 507. Франци су заузели њихове поседе и они су се повукли преко Пиренеја. У раздобљу између 510. и 531. зауставили су франачке покушаје продора. 
Године 534, формирали су своју државу са седиштем у Толеду, која је контролисала највећи део полуострва. Сузбили су продоре Византије и Свева и угушили побуне локалног становништва у Баскији и Андалузији.
О значају Пиренејског полуострва у то доба сведочи и чињеница да су у Толеду одржана три црквена концила Запада између 396. и 589. године. Касније су се у Толеду одржавали локални савети, који су имали битан утицај на политику краљевства.
Визиготи су током два века били аријанци. Краљ Рекард I попео се на престо 586. године. Годину дана касније одрекао се аријанизма и прешао на католицизам. Црква је у овом периоду имала знатан утицај. Потицала је јединство земље, пружајући краљу потпору против великих земљопоседника, који су бранили своје привилегије. Строга верска политика била је уперена против пагана, Јевреја и аријанаца.
Краљеви су водили политику стапања Визигота са старим иберским и романским становништвом. Преузимали су и учвршћивали старе римске установе. Године 654, донесен је законик Liber iudiciorum, који је заменио разне врсте обичајног права.
Борбе за престо су ослабиле државу Визигота и учиниле је лаком метом муслиманских освајача почетком 8. века.

### Маварска освајања
Користећи унутрашње сукобе у Визиготској држави, Маври су 711. почели инвазију и у року од 5 година заузели скоро цело полуострво. Након заузимања Пиринејског полуострва, Маври су прешли на франачку територију, али су 732. доживели тежак пораз код Поатјеа, чиме је заустављено њихово даље продирање у Европу. Након овог пораза, муслимански освајачи су почели да се настањују у јужном делу полуострва, који су називали Ал-Андалуз. Абдераман I је 772. прогласио Кордопски емират. На северу полуострва, у астуријским планинама, одржало се хришћанско краљевство, а ускоро су настале и друге хришћанске државе. Абдераман III је 929. прогласио Кордопски халифат, а за време његове дуге владавине дошло је до културног процвата.

### Реконкиста
Борба за поновно хришћанско освајање Пиринејског полуострва почела је 720. битком код Ковадонге.
Средином 10. века, хришћанске земље обухватале су Леон, Астурију, Галицију и Кастиљу, као и делове Баскије и Наваре. У наредним вековима реконкиста је настављена са променљивим успехом. У 13. веку хришћански краљеви су заузели Кордобу, Севиљу, Мајорку, Менорку и Валенсију, а муслиманске територије су се свеле на Гренаду, која је пала 1492.

### После реконкисте
Мање краљевине су се временом ујединиле у једну државу, са изузетком Португалије, мада је током кратког временског периода (1580—1640) цело полуострво било политички уједињено у Иберијску унију. Данас се на Пиринејском полуострву налазе три државе — Шпанија, Португалија и Андора, као и британска прекоморска територија Гибралтар.

## Становништво

### Религија
Огромна већина становника у свим државама и територијама Пиринејског полуострва су католици по вероисповести. Друге религије су слабо заступљене, мада постоје мале заједнице протестаната и других хришћана, муслимана, хиндуса и јевреја. У Шпанији и Португалији постоји значајан број нерелигиозних особа.
У анкети Центра за социолошка истраживања из фебруара 2013, 70,9% испитаних Шпанаца се изјаснило као католици, 24,6% се изјаснило као нерелигиозни, док је 2,4% испитаника навело да припадају некој другој религији.
Католици чине 81% становништва Португалије, према резултатима пописа из 2011. Припадници других хришћанских вероисповести чине 3,3% становништва, а нерелигиозних је 6,8%.
У Андори је преко 90% становништва католичке вероисповести, док у Гибралтару има око 78% католика.
Народи који живе на овом простору су романског порекла, изузев народа Баски, чији језик није сродан ни једном другом језику.

## Језици
Најзаступљенији језици на Пиринејском полуострву су шпански, португалски, каталонски, галицијски и баскијски.
Шпански језик (или кастиљански) је службени језик у Шпанији и има највише говорника. У истраживању Евробарометра из 2005, 89% анкетираних становника Шпаније је навело шпански као свој матерњи језик.
Португалски језик је готово универзални језик у Португалији и други је најзаступљенији језик на Пиринејском полуострву.
Каталонски језик је службени језик у Каталонији и Андори, а говори се и у неким деловима Арагона и Мурсије. Дијалекат каталонског језика познат као валенсијански језик је службени језик у Валенсијанској покрајини. Каталонски језик је матерњи за 5 до 6 милиона људи. У анкети Евробарометра из 2005, 9% испитаника из Шпаније је навело каталонски као свој матерњи језик.
Галицијски језик је службени језик у Галицији и њиме говори око 2 милиона људи.
Баскијски језик има око 600.000 говорника на северу Шпаније и службени је језик у Баскији и Навари.
Остали мањи језици су арагонски, астуријски, леонски, астурлеонски и окситански.

## Државе и територије
| Држава/ Територија | Становништво (на полуострву) | km²     | %      | Напомена                                                                                          |
| ------------------ | ---------------------------- | ------- | ------ | ------------------------------------------------------------------------------------------------- |
| Шпанија            | ~ 43.500.000                 | 493.514 | 84,66% | Без Балеарских острва, Канарских острва, Сеуте и Мелиље.                                          |
| Португалија        | ~ 10.000.000                 | 89.261  | 15%    | Без Азорских острва и Мадеире                                                                     |
| Француска          | 12.035                       | 540     | <1%    | Француска Сердања се налази на јужној страни Пиринеја, и технички припада Пиринејском полуострву. |
| Андора             | 84.082                       | 468     | <1%    | Држава на јужној страни Пиринеја, између Француске и Шпаније.                                     |
| Гибралтар          | 29.431                       | 7       | <1%    | Британска прекоморска територија                                                                  |

## Највећи градови
| Мадрид Барселона | 1.  | Мадрид    | Шпанија     | 3.198.645 | Валенсија Севиља |
| Мадрид Барселона | 2.  | Барселона | Шпанија     | 1.611.013 | Валенсија Севиља |
| Мадрид Барселона | 3.  | Валенсија | Шпанија     | 792.054   | Валенсија Севиља |
| Мадрид Барселона | 4.  | Севиља    | Шпанија     | 698.042   | Валенсија Севиља |
| Мадрид Барселона | 5.  | Сарагоса  | Шпанија     | 678.115   | Валенсија Севиља |
| Мадрид Барселона | 6.  | Малага    | Шпанија     | 561.435   | Валенсија Севиља |
| Мадрид Барселона | 7.  | Лисабон   | Португалија | 547.733   | Валенсија Севиља |
| Мадрид Барселона | 8.  | Мурсија   | Шпанија     | 437.667   | Валенсија Севиља |
| Мадрид Барселона | 9.  | Билбао    | Шпанија     | 351.356   | Валенсија Севиља |
| Мадрид Барселона | 10. | Аликанте  | Шпанија     | 329.325   | Валенсија Севиља |